# Тедеско, Джакомо
Джакомо Тедеско (итал. Giacomo Tedesco; 1 февраля 1976, Палермо, Италия) — итальянский футболист и футбольный тренер.

## Карьера
Воспитанник «Палермо». За свою карьеру провел 220 матчей в Серии А. В итальянской элите Тедеско выступал за «Салернитану», «Наполи», «Реджина», «Катанию» и «Болонью». После завершения карьеры стал тренером. Работал с юношами «Реджины», а в 2015 году Тедеско временно исполнял обязанности главного тренера в основной команде. Позднее руководил итальянским клубом «Игеа Виртус».

## Достижения
- Чемпион Серии B (1): 1997/98.

## Семья
Старшие братья Тедеско Сальваторе (род. 1970) и Джованни (род. 1972) также профессионально занимались футболом. Во время карьеры между братьями нередко случались разногласия. Джованни Тедеско неоднократно критиковал Джакомо за то, что он, будучи уроженцем Палермо, носить футболку принципиального соперника родного клуба «Катании». В свою очередь Тедеско-младший упрекал брата в том, что тот радовался возможному вылету его коллектива из Серии А.